# La meravigliosa storia di Fantaghirò
La meravigliosa storia di Fantaghirò è una miniserie televisiva diretta da Lamberto Bava, divisa in due puntate, ricavata dal montaggio di scene tratte da Fantaghirò, Fantaghirò 2 e Fantaghirò 3. Fu trasmessa il 27 e il 29 dicembre 1995 in prima visione.

## Trama
Il film è la fusione delle prime tre miniserie di Fantaghirò, ridotte, tagliate e intersecate tra loro. Tuttavia la storia prende una piega diversa rispetto alle prime tre miniserie, soprattutto nella parte finale (ripresa da Fantaghirò 2).

## Produzione
La riduzione e il montaggio sono stati curati da Fabrizio Bava e Mauro Bonanni.

## Distribuzione
A differenza delle singole miniserie di Fantaghirò, che sono replicate puntualmente durante le feste natalizie, questo film di montaggio La meravigliosa storia di Fantaghirò fu replicato integralmente in due puntate solamente dal 31 dicembre del 2015 sul canale Mediaset Extra, a venti anni esatti dalla sua prima trasmissione.